# Clusiaväxter
Clusiaväxter (Clusiaceae) är en växtfamilj med 14 släkten och omkring 600 arter. Clusiaväxterna har pantropisk utbredning.
Tidigare inkluderades även de 14 släktena (ca 460 arter) i familjen Calophyllaceae (bintagorsläktet Calophyllum, Caraipa, Clusiella, Endodesmia, Haploclathra, Kayea, Kielmeyera, Lebrunia, Mahurea, mammeasläktet Mammea, Marila, nagasträdssläktet Mesua, Neotatea och Poeciloneuron).
Clusiafamiljen kännetecknas av motsatta, helbräddade, kala blad och gul eller vit mjölksaft i kanaler i blad och stam.